# Las zapatillas rojas (película de 1948)
Las zapatillas rojas (The Red Shoes en inglés) es una película británica de 1948 escrita, dirigida y producida por The Archers, equipo formado por Michael Powell y Emeric Pressburger. La película trata la historia de una joven bailarina que se suma a una compañía consolidada y se convierte rápidamente en prima ballerina en un nuevo ballet llamado Las zapatillas rojas, basado en el cuento "Las zapatillas rojas" de Hans Christian Andersen. 
Los protagonistas de la película Moira Shearer, Anton Walbrook, Marius Goring, así como los intérpretes Robert Helpmann, Léonide Massine y Ludmilla Tchérina eran nombres reconocidos del mundo del ballet, así como Esmond Knight y Albert Basserman. La música original fue compuesta por Brian Easdale. El reconocido uso creativo del Technicolor fue obra de la dirección de fotografía de Jack Cardiff. Cineastas como Brian De Palma o Martin Scorsese han incluido Las zapatillas rojas entre sus películas favoritas.
Aunque está basada en el cuento de Andersen, se comenta que la historia fue inspirada por el encuentro en la vida real entre Serguéi Diáguilev y la bailarina británica Diana Gould. Diághilev le pidió que se uniera a su compañía, pero él murió antes de que ella pudiera hacerlo. Más tarde, Gould se convertiría en la segunda esposa del célebre violinista y director de orquesta Yehudi Menuhin.

## Sinopsis

#### La historia de Victoria
Victoria Page, una joven bailarina en el auge de su carrera, se debate entre el hombre que ama y su ambición de convertirse en prima ballerina.

#### La historia del ballet "Las zapatillas rojas"
Basado en el cuento de Hans Christian Andersen, sigue a una joven que ve unas zapatillas rojas en un escaparate. El zapatero le regala el par, y ella los usa para bailar con su novio. Después, se da cuenta de que no puede dejar de bailar ni quitarse los zapatos. 

## El ballet deLas zapatillas rojas
El ballet fue coreografiado por Robert Helpmann, quien interpretó el personaje del primer bailarín del Ballet Lérmontov y bailó la parte de "El novio". Léonide Massine creó su propia coreografía para su rol del "Zapatero". 
La música es composición original de Brian Easdale, quien dirigió la mayoría de las piezas que se escuchan en el filme. El tema "Ballet of the Red Shoes" fue conducido por sir Thomas Beecham.

## Reparto
- Moira Shearer como Victoria (Vicky) Page.
- Marius Goring como Julian Craster.
- Anton Walbrook como Borís Lérmontov.
- Léonide Massine como Grischa Ljubov.
- Robert Helpmann como Ivan Boleslawsky.
- Albert Bassermann como Sergei Ratov.
- Ludmilla  como Irina Boronskaja.
- Esmond Knight como Livingstone 'Livy' Montagne.